# زابل (هنرپیشه)
زابل (ارمنی: Զաբել؛  ۱۸۵۸ – ۱۲ ژانویهٔ ۱۹۲۶) یک بازیگر اهل ارمنستان بود. وی بین سال‌های ۱۸۷۹ تا - میلادی فعالیت می‌کرد.

## زندگی‌نامه
وی با نام اصلی ماریام ساخاویان (ارمنی: Մարիամ Սախավյան) در ۱۸۵۸ در بیتلیس به دنیا آمد . یوری کنوروزوف نوه وی بود. وی در ۱۲ ژانویه ۱۹۲۶ در سن ۶۸ سالگی در تفلیس درگذشت.

## گزیده تئاترشناسی
از تئاترشناسی که وی در آن نقش داشته است می‌توان به آثار زیر اشاره کرد.
| نقش       | نقش به ارمنی | نویسنده             | عنوان     | عنوان به زبان ارمنی |
| --------- | ------------ | ------------------- | --------- | ------------------- |
| یرانوهی   | Երանուհի     | آلکساندر شیروانزاده | برای شرف  | «Պատվի համար»       |
| شوشان     | Շուշան       | آلکساندر شیروانزاده | روح شیطان | «Չար ոգի»           |
| ایساخار   | Իսսախար      | الکساندر یوژین      | خیانت     | «Դավաճանություն»    |
| کوکوشکینا | Կուկուշկինա  | آلکساندر آستروفسکی  |           | «Եկամտաբեր պաշտոն»  |
| گرترود    | Գերտրուդ     | ویلیام شکسپیر       | هملت      | «Համլետ»            |

## یادداشت
1. ↑  Ա. Յուժին-Սումբատովի